# Сжимаемость
Сжимаемость — свойство вещества изменять свой объём под действием всестороннего равномерного внешнего давления. Сжимаемость характеризуется коэффициентом сжимаемости, который определяется формулой
{\displaystyle \beta =-{\frac {1}{V}}{\frac {dV}{dp}},}
где V — это объём вещества, p — давление; знак минус указывает на уменьшение объёма с повышением давления.
Коэффициент сжимаемости называют также коэффициентом всестороннего сжатия или просто коэффициентом сжатия, коэффициентом объёмного упругого расширения, коэффициентом объёмной упругости'.
Нетрудно показать, что из приведённой формулы следует выражение, связывающее коэффициент сжимаемости c плотностью вещества {\displaystyle {\rho }}:
{\displaystyle \beta ={\frac {1}{\rho }}{\frac {d\rho }{dp}}.}
Величина коэффициента сжимаемости зависит от того, в каком процессе происходит сжатие вещества. Так, например, процесс может быть изотермическим, но может происходить и с изменением температуры.
Соответственно, для различных процессов в рассмотрение вводят различные коэффициенты сжимаемости.
Для изотермического процесса вводят изотермический коэффициент сжимаемости, который определяется следующей формулой:
{\displaystyle \beta _{T}=-{\frac {1}{V}}\left({\frac {\partial V}{\partial p}}\right)_{T},}
где индекс T обозначает, что частная производная берётся при постоянной температуре.
Для адиабатического процесса вводят адиабатический коэффициент сжимаемости, определяемый следующим образом:
{\displaystyle \beta _{S}=-{\frac {1}{V}}\left({\frac {\partial V}{\partial p}}\right)_{S},}
где S обозначает энтропию (адиабатический процесс протекает при постоянной энтропии). Для твёрдых веществ различиями между этими двумя коэффициентами обычно можно пренебрегать.
Величина, обратная коэффициенту сжимаемости называется объёмным модулем упругости, который обозначается буквой K (в англоязычной литературе — иногда B).
Иногда коэффициент сжимаемости называют просто сжимаемостью.
Уравнение сжимаемости связывает изотермическую сжимаемость (и косвенно давление) со структурой жидкости.
Адиабатическая сжимаемость всегда меньше изотермической. Справедливо соотношение
{\displaystyle \beta _{S}={\frac {C_{V}}{C_{P}}}\beta _{T}},
где
{\displaystyle C_{V}} — теплоёмкость при постоянном объёме,
{\displaystyle C_{P}} — теплоёмкость при постоянном давлении.

## Термодинамика
Термин «сжимаемость» также используется в термодинамике для описания отклонений термодинамических свойств реальных газов от свойств идеальных газов. Коэффициент сжимаемости (фактор сжимаемости) определяется как
{\displaystyle Z={\frac {p{\underline {V}}}{RT}},}
где p — давление газа, T — температура,
{\displaystyle {\underline {V}}} — молярный объём.
Для идеального газа коэффициент сжимаемости Z равен единице, и тогда получаем привычное уравнение состояния идеального газа:
{\displaystyle p={RT \over {\underline {V}}}.}
Для реальных газов Z может, в общем случае, быть как меньше единицы, так и больше неё.
Отклонение поведения газа от поведения идеального газа важно возле критической точки, или в случаях очень высоких давлений или достаточно низких температур. В этих случаях график зависимости коэффициента сжимаемости от давления или, иначе говоря, уравнение состояния больше подходит для получения точных результатов при решении задач.
Связанные с этим ситуации рассматриваются в гиперзвуковой аэродинамике, когда диссоциация молекул приводит к возрастанию молярного объёма, потому что один моль кислорода, с химической формулой O2, превращается в два моля одноатомного кислорода, и аналогично N2 диссоциируется в 2N. Поскольку это происходит динамически по мере того, как воздух обтекает аэрокосмический объект, то удобно изменять Z, рассчитанный для изначальной молярной массы воздуха 29,3 грамм/моль, чем миллисекунда за миллисекундой отслеживать изменяющийся молекулярный вес воздуха. Это зависящее от давления изменение происходит с атмосферным кислородом при изменении температуры от 2500 K до 4000 K, и с азотом при изменении температуры от 5000 K до 10,000 K.
В тех областях, где зависящая от давления диссоциация является неполной, как коэффициент бета (отношение дифференциала объёма к дифференциалу давления), так и теплоёмкость при постоянном давлении будут сильно возрастать.